# Déborah Anthonioz
Déborah Jessica Anthonioz (Thonon-les-Bains, 29 de agosto de 1978) é uma snowboarder francesa. Anthonioz foi medalhista de prata do snowboard cross nos Jogos Olímpicos de Inverno de 2010 em Vancouver.